# Movimiento Revolucionario del Pueblo (Colombia)
El Movimiento Revolucionario del Pueblo (MRP) es una organización político-guerrillera de izquierda revolucionaria colombiana, actuando bajo el formato de "guerrilla urbana" en determinadas ciudades del país (principalmente en su capital Bogotá); sin embargo, el grupo afirma que no es su única metodología política, definiéndose a sí mismo como una organización política y social. Según el Centro de Estudios de Movimientos Armados (CEDEMA), su debut en la escena pública se gesta en el mes de agosto de 2016, pese a ello, el MRP se adjudica la autoría de una acción propagandística mediante la instalación y posterior explosión de petardos en la localidad de Chapinero ocurrida en 2015.

## Historia
El MRP hizo su aparición pública en septiembre del año 2015, con una serie de acciones en las cuales aparecieron banderas en zonas reconocidas de la capital colombiana; Bogotá. Una de ellas apareció en la Calle 76 y otra en la Calle 19 con Carrera 10. Después de la aparición de dichas banderas, acompañadas de unos panfletos, comenzó a circular un vídeo sobre la organización. Sin embargo, el Centro de Estudios de Movimientos Armados (Cedema) data su aparición pública para agosto del año 2016:

Esta organización se ha reivindicado, desde 2016, diferentes explosiones y acciones de carácter panfletario. En agosto de ese año, coincidiendo con la etapa final de la negociación que mantenían en La Habana las Fuerzas Armadas Revolucionarias de Colombia – Ejército del Pueblo (FARC-EP) y el Gobierno de Colombia, el MRP hizo su aparición pública, asumiendo la colocación de una serie de artefactos explosivos contra sedes de dos Entidades Promotoras de Salud (EPS) en Bogotá; Cafesalud y Salud Total. En el marco de dicha acción, el MRP difundió dos documentos: «Hoy en Colombia "la paz" es el nombre de un plan de negocios» y «La salud en Colombia es un problema de democracia».

El 31 de agosto, los medios de comunicación informaron de la detonación controlada de dos explosivos en la capital colombiana, colocados junto a sedes del Banco de Bogotá y de Bancolombia, con el mensaje «Movimiento Revolucionario del Pueblo. Ni Santos ni Uribe son opción para el pueblo». En esa ocasión, no trascendió ningún volante relacionado con estas explosiones ni el MRP se responsabilizó públicamente de dicha acción.

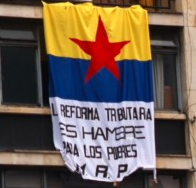
Bandera del MRP con el mensaje «La reforma tributaria es hambre para los pobres».

El 18 de enero de 2017, cerca a una sede de la DIAN en Bogotá, en la Carrera 7 con Calle 34, estalló un petardo como retaliación contra la Reforma Tributaria aprobada para el mismo año, acompañada de la bandera del MRP (Movimiento Revolucionario del Pueblo) y el mensaje «La Reforma Tributaria es hambre para los pobres. M.R.P.». Posterior a esos días, se especuló sobre su relación o disidencia con el Ejército de Liberación Nacional (ELN), pero el MRP, a través de un comunicado publicado en febrero de ese año, rechazó dicha relación y se declaró como movimiento independiente de las insurgencias armadas previamente existentes. El Movimiento Revolucionario del Pueblo se declara como un nuevo movimiento político en Colombia.

### Presencia en ciudades
El MRP ha realizado diversas acciones políticas en varias ciudades del país como Cúcuta, Palmira, Medellín y Pereira. Sin embargo, las acciones con explosivos las han realizado en Bogotá, centro del poder en el país, tanto así que llamó la atención una explosión en una de las sedes de Cafesalud en Pereira el 16 de mayo de 2017 a la una de la madrugada (hora local).
El Movimiento Revolucionario del Pueblo comenzó a tener renombre durante 2017 luego de los explosivos en la DIAN en Bogotá y Cafesalud en Pereira; de este último, el MRP rechazó el ataque, pero sus acciones han tenido reconocimiento por no afectar directamente a las personas del común, afirmado por la Gerente Regional de Cafesalud: «El hecho de que la explosión haya sido a esa hora de la mañana, indica que quienes pusieron el artefacto no querían herir a las personas», es uno de los tantos comentarios que pueden ser escuchados y leídos hacía sus acciones, mostrando la motivación política que han logrado plasmar en sus actividades, además de ser un grupo crítico a los Acuerdos de paz entre el gobierno de Juan Manuel Santos y las FARC, adelantando que "Sera panorama complejo para las luchas del pueblo colombiano(...) Pero es más vigente y urgente que nunca, la lucha por construir la paz que verdadera democracia"

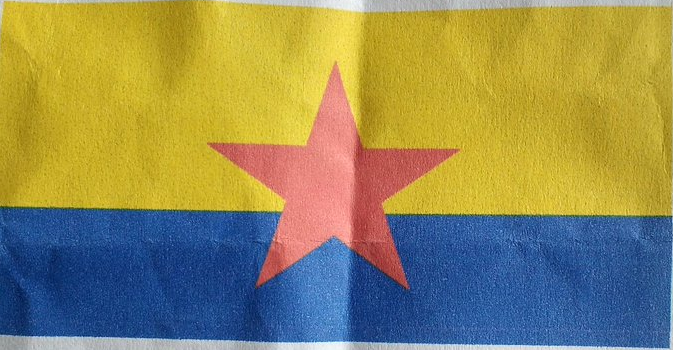
Bandera del MRP en uno de sus comunicados.

## Atentado del Centro Comercial Andino
La Fiscalía General de la Nación, a través de su titular Néstor Humberto Martínez, atribuye al MRP el atentado terrorista en el Centro comercial Andino ocurrido el 17 de junio de 2017, donde fallecieron tres mujeres, una de ellas de nacionalidad francesa, y otras nueve resultaron heridas. Las pesquisas llevadas a cabo por el ente acusador en Bogotá y El Espinal (Tolima), donde tomaron en cuenta las similitudes de las bombas colocadas por el MRP con el explosivo del centro comercial, dieron como resultado la captura de 10 personas supuestamente integrantes de este movimiento político-insurgente pese a que este, en un comunicado dado a la opinión pública, negó su participación en el atentado, rechazando los señalamientos hacia ellos y los actos contra personas inocentes.
En otro presunto comunicado, el MRP niega que las personas capturadas tengan relación alguna con el grupo, calificando las acciones de la Fiscalía como un «falso positivo» (haciendo referencia a los casos de falsos positivos en el gobierno de Álvaro Uribe Vélez), ratificando además su rechazo al atentado que cobró la vida de personas inocentes. Aun así, la Fiscalía General de la Nación emitió en julio de 2017 una nueva orden de captura, con circular azul de la INTERPOL, contra Violeta Arango Martínez, alias Violeta, supuesta cabecilla del MRP y vinculada al atentado del centro comercial; acusaciones negadas por la implicada quien, en una carta dirigida a la opinión pública en redes sociales, manifestó haber tenido que autoexiliarse (escapar) fuera del país debido al escarnio público a la que fue sometida por parte de las autoridades y los medios de comunicación, a quienes acusa de haberle destruido su «vida» y «honra» en Colombia. En junio del mismo año, la periodista Andrea Aldana entrevisto a "Ramón" un miembro del MRP, el cual profundiza en las motivaciones, ideología y otros aspectos del MRP, sobre todo la negación del grupo en el atentado. En el siguiente comunicado, el grupo habla de su escepticismo hacía el acuerdo de paz entre las FARC y el gobierno colombiano. En agosto de 2017, el MRP lanza un comunicado en el que responda a la publicación de algunos artículos de la revista Semana donde mencionaban algunos puntos en los que dicha revista los señalaba de ser los autores del atentado, además de acusarlos de tergiversar su manera de actuar e ideología.

### Actividades post-Centro Comercial Andino

#### 2017-2019
El grupo siguió publicando comunicados apoyando a miembros del Fuerza Alternativa Revolucionaria del Común, así como uno dirigido a la población (lanzado el mes siguiente). No fue hasta febrero del año siguiente cuando el MRP lanza varios comunicado tomando su postura sobre las elecciones de ese mismo año en Colombia. A principios del 2018, el MRP sigue lanzando comunicados en los cuales niega vínculos con el ELN u otra guerrilla, esto debido a las acusaciones de las autoridades de que el MRP era una célula afín a otra guerrilla, además de seguir publicando comunicados donde critican el actuar del gobierno colombiano.
El 26 de mayo de 2018, un día antes de la primera vuelta de las elecciones presidenciales, un artefacto explosivo panfletario se activó en horas de la noche en una sede de la EPS Medimas, en el sector de Chapinero en Bogotá sin dejar víctimas, solo daños materiales. La Fiscalía encontró papelería alusiva al MRP con las frases: «Con la salud de los pobres no se juega», «La paz de los ricos no es la paz del pueblo» y «Paz es democracia para el pueblo». El 26 de septiembre de 2018, un paquete explosivo falso y una bandera del movimiento fue encontrado en la Calle 13 de Bogotá, a la altura de la zona comercial de Puente Aranda.

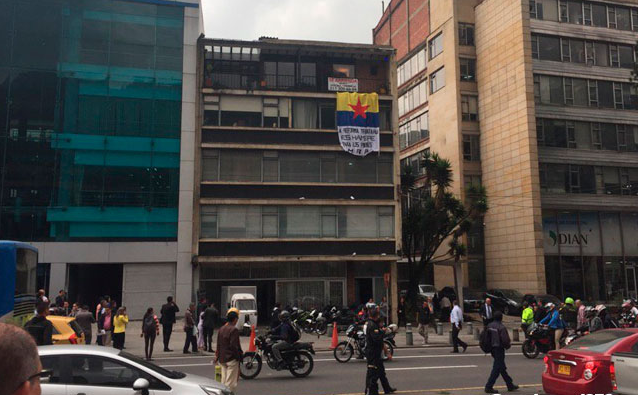
Bandera del MRP en la DIAN.

Durante las protestas del 25 de septiembre de 2019 en Bogotá se reportó el uso de "bazucas de PVC" durante el incendio de un bus del SITP, una explosión dentro de la Universidad Pedagógica que causó heridas a varias personas y, finalmente, dos fuertes explosiones dentro de una entidad bancaria en las inmediaciones de la universidad. Más tarde, la Policía habría identificado a los responsables como un grupo llamado "A-K Al Kombate". Esta organización clandestina, según El Tiempo, sería la responsable de varios ataques en la ciudad y de tener lazos con el MRP.
En días recientes al paro nacional del 21 de noviembre, se han compartido vídeos en los que anuncian ataques a funcionarios públicos y a la infraestructura de varias ciudades. La Fiscalía encargó a un grupo de expertos en informática para rastrear a los responsables, siendo principales sospechosos grupos como el MRP, células urbanas del ELN o disidencias de las FARC, JM19, las "Milicias Bolivarianas" y  "AK al Kombate", acusadas tener vínculos con el ELN y teniendo presencia en 12 ciudades colombianas, esto a pesar de la poca actividad del MRP en ese entonces. El MRP siembre ha negado algún vínculo con el ELN u otra guerrilla.

#### 2020-2022
No fue hasta noviembre del 2020, que el MRP vuelve a publicar otro comunicado en el que crítica la postura del gobierno y su actuar al manejar la pandemia de COVID-19 en el país. En este mismo año 2020 ellos hacen presencia en el municipio Soacha-Cundinamarca, El MRP se mantendría en un perfil bajo hasta mayo del 2021, donde hablaba de la impunidad y abandono con el que el gobierno actual evade el tema de la violencia relacionada al narcotráfico y al paramilitarismo. En este mismo año inician la persecución a líderes sociales que iban en contra de sus ideales. En el año 2022 obligan a muchos de ellos a abandonar el país.